# Bateria artylerii nr 32 (XXXII)
32 (XXXII) Bateria artylerii, tzw. „duńska” – polska dwudziałowa bateria artylerii nadbrzeżnej kalibru 105 mm, ustawiona na wschodnim brzegu Półwyspu Helskiego (od strony morza), na wysokości miasta Hel. Wchodziła w skład Dywizjonu Artylerii Nadbrzeżnej, Rejonu Umocnionego Hel. Po 13 września 1939, w czasie kampanii wrześniowej działa zostały przeniesione na nowe stanowiska pomiędzy Juratą a Helem, na zachodnim brzegu mierzei, w celu wzmocnienia obrony od strony Zatoki Gdańskiej.

## Sformowanie i opis baterii

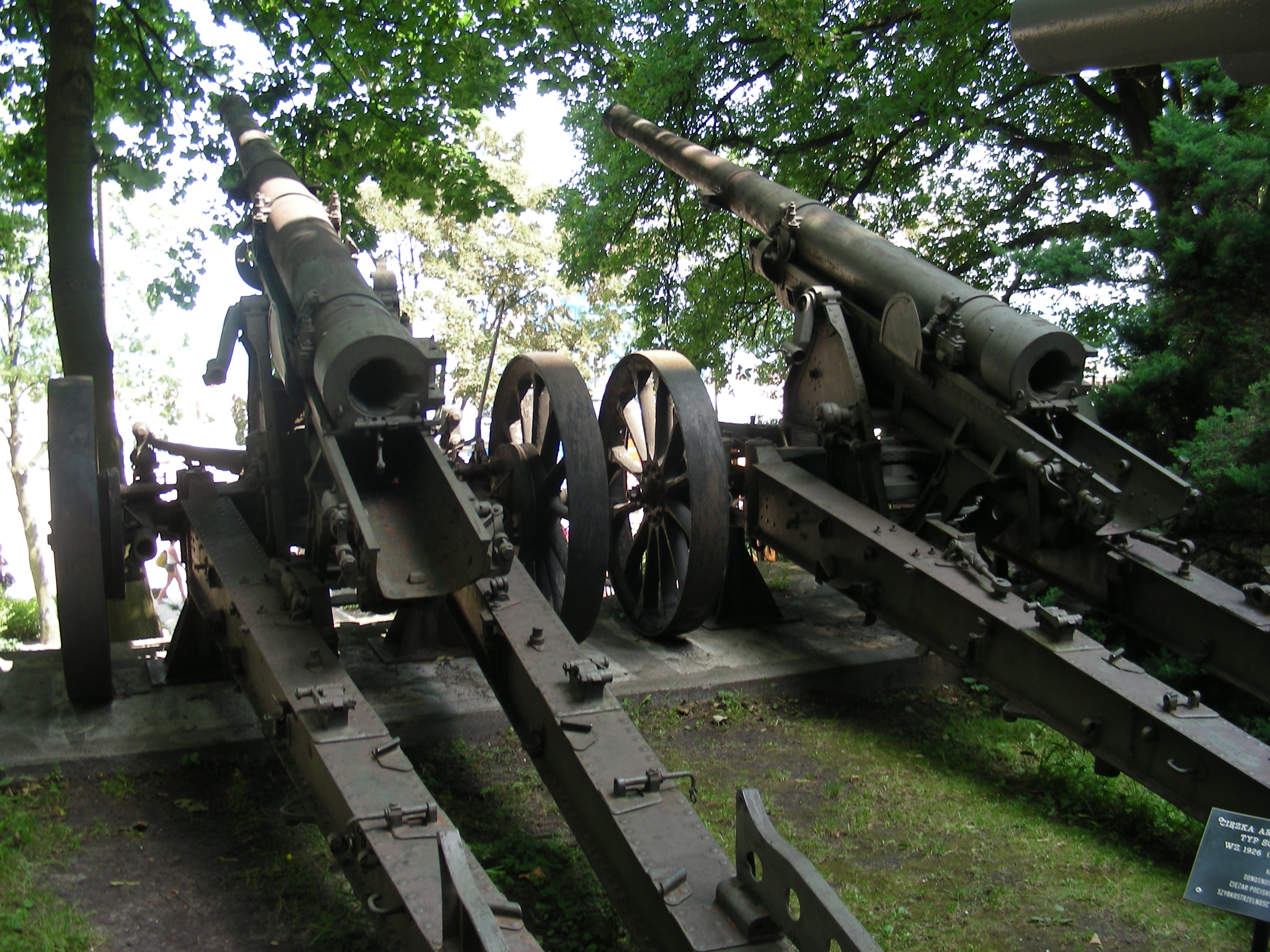
Armaty 105 mm wz. 30 baterii „duńskiej”

Zakupione we Francji dwa egzemplarze armat dalekonośnych kal. 105 mm Schneider wz. 30, były testowane w ITU Zielonce i tam zmagazynowane jako nie przydatne dla wojsk lądowych. Kierownictwo Marynarki Wojennej w styczniu 1931 roku wystąpiło do Szefa Sztabu Głównego o ich przydzielenie dla potrzeb Marynarki Wojennej. W ciągu 1931 roku armaty przywieziono na Hel i przystąpiono do budowy żelbetowych stanowisk ogniowych, stanowiska kierowania i dwóch schronów amunicyjnych, które ukończono w 1932 i obie armaty ustawiono na stanowiskach. Do obsługi dział „duńskich”, „greckich” i „Canet” powołano pod koniec 1931 roku kompanię artylerii nadbrzeżnej pod dowództwem por. mar. Jana Grudzińskiego, a obsługa i ochrona dział „duńskich” stanowiła II pluton tej kompanii. Od wiosny 1935 roku stanowił II pluton baterii kadrowej artylerii nadbrzeżnej. Od czerwca 1935 roku pododdział obsługujący działa „duńskie” otrzymał miano 11 baterii artylerii nadbrzeżnej o etacie 1 oficer i 37 podoficerów i marynarzy wszedł w skład dywizjonu artylerii nadbrzeżnej. W 1936 roku zmieniono jej nazwę na XXXII bateria artylerii nadbrzeżnej.
Bateria składała się z dwóch armat ustawionych na odkrytych betonowych działobitniach oraz dwóch schronów na amunicję, o grubości ścian 1 m (osobno na pociski i ładunki miotające). Działobitnię wykonano w formie betonowego okręgu o średnicy 11 m; na środku zamontowano obrotnicę umożliwiającą zmianę kierunku strzału w szerszym zakresie przez obrót armaty i ostrzał okrężny ogniem pośrednim. Działobitnie osłonięte były wałem ziemnym o wysokości 1,2 – 1,4 m. Prace budowlane wykonano w 1931 roku, a armaty ustawiono w kolejnym roku. Nieoficjalną nazwę bateria zawdzięczała armatom dalekonośnym kal. 105 mm firmy Schneider wz. 1930, opracowanym na zlecenie armii Danii, których dwa egzemplarze zakupiła Polska do testów. Armaty miały dwuogonowe łoże i koła szprychowe ze stalowymi obręczami, maksymalna donośność w zależności od źródeł określana jest od 17 700 m do 20 100 m (były to działa polowe o największej donośności w polskiej armii). Kąt ostrzału bez zmiany pozycji w zależności od źródeł określany jest na 47° do 50°. W starszej literaturze baterii „duńskiej” był na ogół przypisywany numer baterii 33, jednak nowsze analizy pozwoliły na jej prawidłowe zidentyfikowanie jako baterii nr 32, co wynika m.in. ze wspomnień dowódców, dokumentów dotyczących przydziału dział i pomiarów działobitni. Amunicja do armaty nie była produkowana w kraju z uwagi na jej nieopłacalność, pochodziła z zakupów zagranicznych.

## Bateria podczas kampanii wrześniowej
XXXII bateria została zmobilizowana w trakcie mobilizacji alarmowej w grupie zielonej w czasie 36 godzin, przez dywizjon artylerii nadbrzeżnej. W czasie wojny baterią dowodził od 26 sierpnia 1939 ppor. mar. Jerzy Broniewicz, a od 6 września 1939 r. por. mar. Kazimierz Wnorowski. W skład baterii weszła sekcja obrony przeciwlotniczej z dwoma ckm wz. 1908 na podstawach morskich zamontowanych na wybetonowanych stanowiskach. Ponadto na stanowisku kierowania zamontowano dalmierz artyleryjski.
Po 13 września 1939 r. działa zostały przeniesione na nowe stanowiska pomiędzy Juratą a Helem, na zachodnim brzegu mierzei, w celu wzmocnienia obrony od strony Zatoki Gdańskiej – przetoczenie dział trwało trzy dni, częściowo ręcznie, gdyż ciągniki nie mogły poruszać się po wydmach.
Wykaz pojedynków baterii XXXII z niemieckimi okrętami:
- 7 IX w godz. 9.10-9.30 wspólnie z armatami kal. 75 mm z XXXI baterii ostrzelano zespół trałujący z 5. H.S.-Flotille (5 Flotylla Ochrony Portów),
- 15 IX o godz. 15.30 ostrzelała 10 salwami zespół trałujący M 111, M 132, „Otto Braun”, „Pelikan”,
- 16 IX o godz.16. 35 ostrzelała na linii blokady wybrzeża „Pelikan”, „Otto Braun”,
- 24 IX w godz. 10.39 – 10.53 i 11.06 – 11.12 ostrzelała celnie wspólnie z baterią XXXIII zespół T-196 i zespół trałujący 5. H.S.-Flotille (5 Flotylla Ochrony Portów),
- 25 IX w godz. 10.04 – 10.45 ostrzelała wspólnie z XLI i 44 baterią armat 75 mm zespół T-196 i zespół trałujący 5. H.S.-Flotille (5 Flotylla Ochrony Portów)[7],
- 27 IX o godz. 11.30 bateria ostrzelała 40 pociskami pancernik „Schlesien”, znajdujący się w rejonie Mechelinek, uzyskując nakrycie i bliskie wybuchy pocisków[8]. Pancernik również ostrzeliwał baterię z dział 28 cm i 15 cm, lecz nieskutecznie[8].

Po kampanii oba działa zostały ustawione przez Niemców jako pomniki na Scharnhorst-Platz w Gdyni.

## Bateria po wojnie
Po II wojnie światowej, pozbawione dział stanowisko baterii nie było wykorzystywane, bunkry i działobitnie można znaleźć przy plaży w lesie, na końcu pomarańczowego szlaku prowadzącego z Helu.
W 1999 roku obiekty baterii – działobitnie i schrony amunicyjne zostały wpisane do rejestru zabytków. 3 czerwca 2011 roku odbyło się uroczyste otwarcie odrestaurowanej staraniem Muzeum Obrony Wybrzeża w Helu baterii „duńskiej”. Baterię odrestaurowano dzięki pomocy sponsora – polsko-duńskiej firmy Hamilton Poland Ltd.
Obie armaty Schneider wz. 1930 (o numerach inwentarzowych 107 i 108) zachowały się do dziś i są eksponowane w Muzeum Marynarki Wojennej w Gdyni.

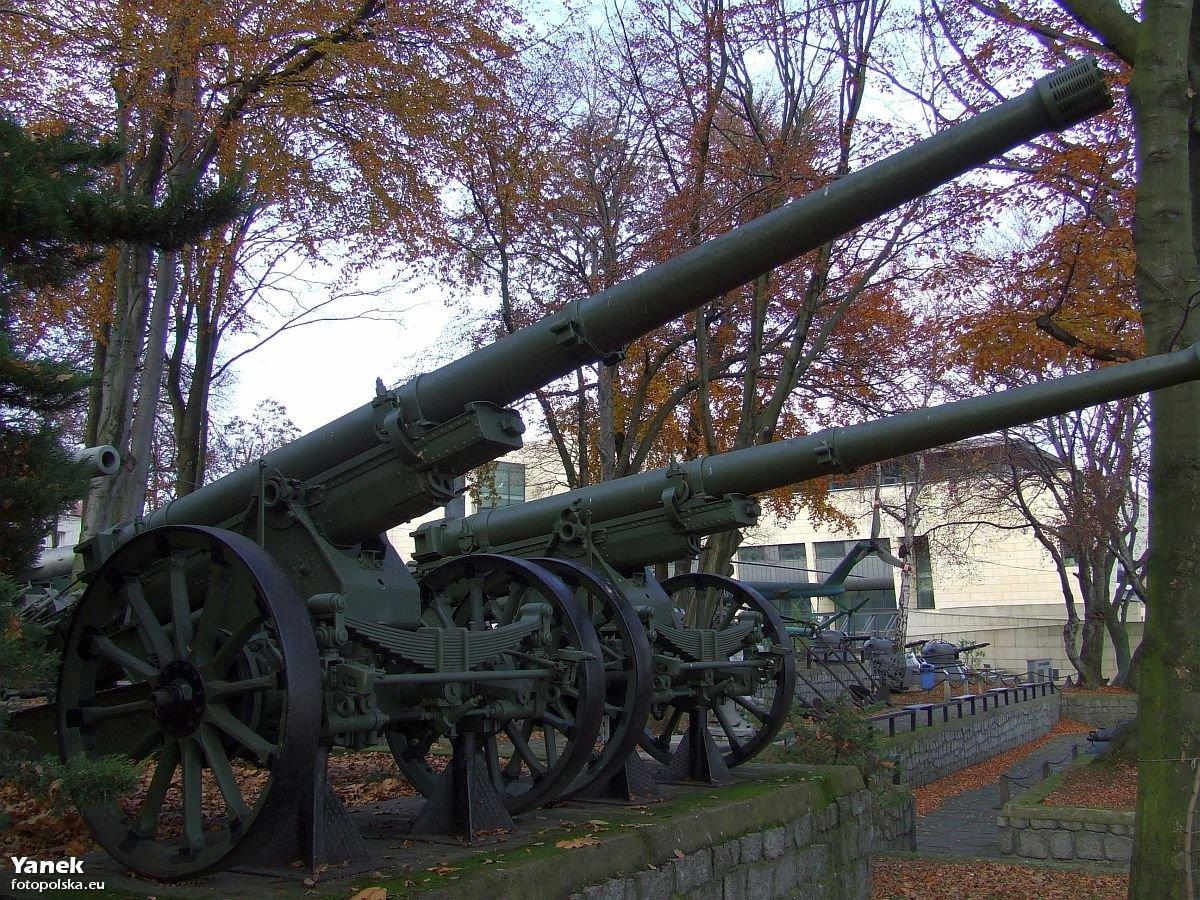
Armaty 105 mm wz. 30 baterii „duńskiej”
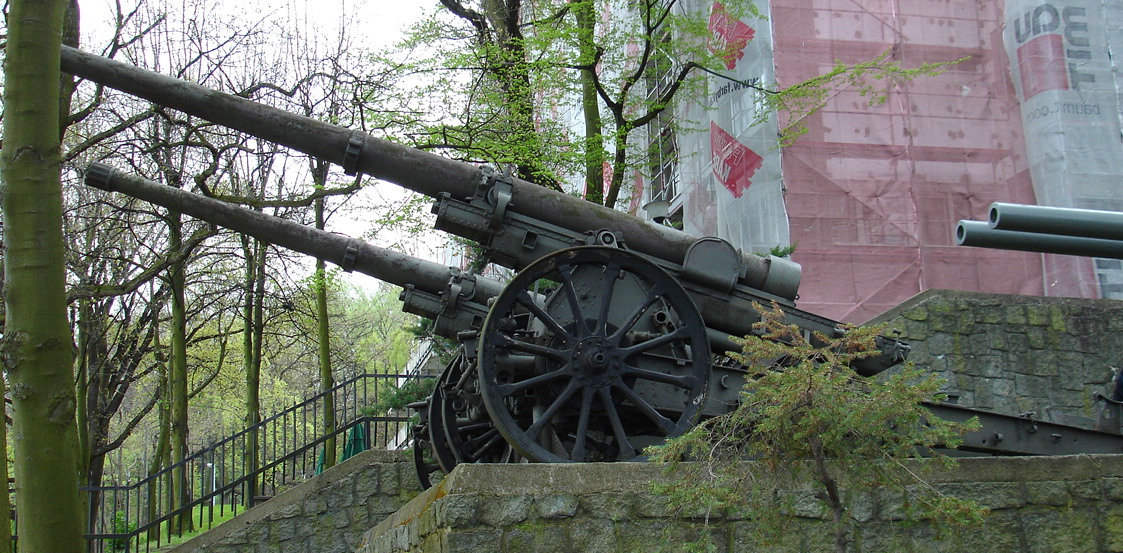
Armaty 105 mm wz. 30 baterii „duńskiej”

## Obsada dowódcza baterii
Dowódcy baterii
- por. mar. Karol Mizgalski (od 1 VIII 1935)[11]
- ppor. mar. Jerzy Broniewicz (26 VIII – 6 IX 1939)[12]
- por. mar. Kazimierz Wnorowski (6 IX – 2 X 1939)[12]